# Бетонно-растворная установка
Бето́нораство́рная устано́вка (сокр. БРУ), также бетоносмесительная установка (БСУ), растворобетонный узел (РБУ) — узел по производству бетонных и растворных смесей различных классов и марок. Широко используется для работы с удалёнными объектами, при строительстве дорог, мостов, коттеджей и других сооружений. В зависимости от объёмов производства может иметь определенную комплектацию и производительность, отличаться компактностью размеров, степенями мобильности, надежности, устойчивости к механическим, химическим и термическим воздействиям.

## Технические характеристики БРУ
- производительность – количество изготовленной бетонной смеси (м3) в час, в соответствии с заданными пропорциями;
- установленная мощность (кВт);
- ёмкость склада цемента (м3);
- число фракций заполнителей (шт.);
- ёмкость по загрузке/выходу (л);
- ёмкость склада заполнителей (м3);
- тип смесителя;
- система обогрева (при низких температурных режимах);
- масса.

### Классификация БРУ
- По диапазону поддерживаемых температурных режимов
  - Зимний — конструкция предусматривает возможность работы в зимний период,
  - Летний — конструкция не предусматривает возможность работы в зимний период,
- По степени мобильности
  - Стационарные – классический вариант БРУ, отличающийся высокой производительностью бетонного раствора определенной марки в час. Используются на предприятиях для укладки бетона и строительных площадках, нацеленных на продолжительный рабочий цикл в одном месте.
  - Мобильные – компактные узлы, позволяющие производить бетонную смесь в средних количествах. Используются строительными компаниями, выполняющими работу в разных местах, характеризуются мобильностью и простотой монтажа, распределяются на установки буксируемого типа и без колесной базы.
- По степени автоматизации
  - С ручным режимом управления – узлы, на которых производственный цикл протекает под четким контролем специалистов.
  - С автоматическим режимом управления – установки, на которых цикл производства бетонной смеси протекает автоматически.
- По типу загрузки смеси[2]
  - башенные, вертикальные — у которых материалы хранятся над смесительной установкой и подаются в смеситель под действием силы тяжести,
  - горизонтальные (также — партерного типа [3]) - у которых материалы подаются в смеситель с помощью специальных установок, а хранятся на земле. По типу используемых складов материалов выделяют следующие подтипы горизонтальных заводов:
    - с рядным складом — где хранилища расположены в один ряд,
    - со звездообразным складом — где хранилища расположены вокруг центральной точки по кругу,
    - с карманным складом.
- По способу загрузки инертных материалов:[4]
  - с конвейерной загрузкой — используется транспортерная лента, угол 20 градусов,
  - со скиповой загрузкой — используется ковш-короб (т. н. скип), угол 60 градусов,
  - с элеваторной загрузкой — используется на вертикальных заводах, где материалы подаются не вверх, а вниз,
  - с грейферной загрузкой — используются грейферные ковши,
  - со скреперной загрузкой — используется скреперный механизм.

### Основные узлы бетонно-растворных установок
- цинк-банка для закачки и хранения цемента;
- шнековый контейнер для доставки в смеситель цемента;
- смеситель для замеса;
- установка для дозирования и хранения инертных материалов;
- устройство транспортерной подачи дозированных порций инертного материала;
- бак для воды;
- бак для пластификаторов;
- пневматическая система;
- комната управления для обеспечения контроля над процессом производства бетонной смеси.

## Основные производители БРУ
Производители сгруппированы по государственной принадлежности:
- Россия: Ржевмаш, 345-й Механический завод, Самарская Лука, ЗЗБО, Завод Стройтехника, ИПК Феррум гарант.
- Германия: Liebherr, Stetter, Elba, Wiggert,
- Турция: Elkon, Meka, Imer, Güriş,
- Китай: HZS, XLHJ Group, SANQ Group и др.
- Казахстан : АО "ЭМЗ"

## Фотографии БРУ
- Зимний горизонтальный БРУ со скиповой загрузкой и рядным хранением материалов
- Зимний стационарный БРУ с конвейерной загрузкой
- Летний горизонтальный БРУ с скреперной загрузкой материалов и звездообразным складом
- Схема БРУ